# Steven Runciman
Steven Runciman vlastním jménem Sir James Stevenson Cochran Runciman (7. července 1903 Northumberland – 1. listopadu 2000 Radway) byl britský historik zabývající se především středověkými dějinami Blízkého východu a Středomoří. Byl synem britského politika Waltera Runcimana.
Steven Runciman je autorem mnoha děl zabývajících se především dějinami středověku. Nejznámější z nich jsou třísvazkové dějiny křížových výprav (A History of the Crusades, 1951–1954). Velkou pozornost věnoval také dějinám Byzantské říše.

## Publikace
- Seznam děl v Souborném katalogu ČR, jejichž autorem nebo tématem je Steven Runciman
- The emperor Romanus Lecapenus and his reign : a study of tenth-century Byzantium. Cambridge : University Press, 1929. 276 s.
- The First Bulgarian Empire (1930)
- Byzantine Civilization. London : Edward Arnold, 1933. 320 s.
- The Medieval Manichee : A Study of the Christian Dualist Heresy  (1947)
- A History of the Crusades: Volume 1, The First Crusade and the Foundation of the Kingdom of Jerusalem (1951)
- A History of the Crusades: Volume 2, The Kingdom of Jerusalem and the Frankish East (1952)
- A History of the Crusades: Volume 3, The Kingdom of Acre and the Later Crusades (1954)
- The Eastern Schism: A Study of the Papacy and the Eastern Churches during the XIth and XIIth Centuries  (1955)
- The Sicilian vespers : a history of the mediterranean world in the later thirteenth century. Cambridge : Cambridge University Press, 1958. 355 s.
- The white rajahs = A history of sarawak from 1841 to 1946. Cambridge : Cambridge University Press, 1960. 319 s.
- The Fall of Constantinople 1453. 	Cambridge : Cambridge University Press, 1965. 256 s. (česky Pád Cařihradu. Praha : Mladá fronta, 1970. 198 s. 2. vyd. Praha : Epocha, 2003. 189 s. ISBN 80-86328-16-3.)
- The Great Church in captivity : a study of the Patriarchate of Constantinople from the eve of the Turkisch conquest to the Greek War of independence. Cambridge : At the University Press, 1968. 454 s. (česky Zajetí velké církve : dějiny konstantinopolského patriarchátu od pádu Cařihradu do roku 1821. Červený Kostelec : Pavel Mervart, 2010. edice Pro Oriente, 392 s. ISBN 978-80-87378-43-4.)
- The Last Byzantine Renaissance. Cambridge : Cambridge University Press, 1970. 111 s.
- The Orthodox Churches and the secular State. Auckland ; London : Auckland University Press ; Oxford University Press, 1971. 110 s.
- Byzantine Style and Civilization. Harmondsworth ; Baltimore : Penguin, 1975. 238 s.
- The Byzantine Theocracy. Cambridge : Cambridge University Press, 1977. 197 s.
- Mistra : Byzantine capital of the Peloponnese. London : Thames and Hudson, 1980. 160 s. 2. vyd. Lost capital of Byzantium : the history of Mistra and the Peloponnese. Cambridge : Harvard University Press, 2009. 144 s.
- A traveller's alphabet : partial memoirs. New York : Thames & Hudson, 1991. 214 s. ISBN 0-500-01504-X.